# Ivan Medarić
Ivan Medarić (Mézes Iván; Sziszek, 1912. november 7. – Zágráb, 1990. november 30.) jugoszláv válogatott labdarúgó, középpályás.

## Pályafutása

### Klubcsapatban
Medarić 1927-ben a sziszeki Segesta csapatában kezdett el futballozni, majd 1932 és 1940 között a zágrábi HAŠK és a Građanski Zagreb csapataiban játszott. 1940-ben az újvidéki Vojvodina, majd 1941 és 1944 között a városi rivális Újvidéki AC labdarúgója volt, amely akkoriban a magyar élvonalban szerepelt; Medarić harminchét élvonabeli mérkőzésen nyolc gólt szerzett. 1945-ben a Dinamo Zagrebhoz igazolt, valamint játszott még a Željezničarban is. 1948-ban vonult vissza a Segesta csapatától.

### A válogatottban
1937 és 1939 között három mérkőzésen lépett pályára a jugoszláv labdarúgó-válogatottban.

#### Mérkőzései az jugoszláv válogatottban
| #  | Dátum             | Ellenfél      | Eredmény | Kiírás              | Esemény |
| -- | ----------------- | ------------- | -------- | ------------------- | ------- |
| 1. | 1937. október 3.  | Csehszlovákia | 4 – 5    | barátságos mérkőzés |         |
| 2. | 1937. október 10. | Lengyelország | 0 – 4    | Vb-selejtező        |         |

| Jugoszlávia | Jugoszlávia       | Jugoszlávia                | Jugoszlávia | Jugoszlávia | Jugoszlávia | Jugoszlávia | Jugoszlávia | Jugoszlávia |
| #           | Dátum             | Helyszín                   | Hazai       | Eredmény    | Vendég      | Kiírás      | Gólok       | Esemény     |
| ----------- | ----------------- | -------------------------- | ----------- | ----------- | ----------- | ----------- | ----------- | ----------- |
| 3.          | 1939. október 15. | Zágráb, Concordije Stadion | Jugoszlávia | 1 – 5       | Németország | barátságos  | -           |             |
|             | Összesen          |                            |             | 3           | mérkőzés    |             | 0           | gól         |